# Alopecosa subvalida
Alopecosa subvalida là một loài nhện trong họ Lycosidae.
Loài này thuộc chi Alopecosa. Alopecosa subvalida được Guy miêu tả năm 1966.